# Sylviane Cédia
 Sylviane Cédia , née à Cayenne en Guyane, est une Auteure-compositrice-interprète, chanteuse
française. Elle a été faite chevalier de l'Ordre nationale du Mérite.

## Discographie

### Singles
- Dido (1974)

### Albums
- Love is freedom (1976) - Import-Export
- La musica (1982) - Mama Africa - A lovely name - When we’re in love - Dido
- Bonjour carnaval'" - Aimer (1983) - Baby my ange l- Soumaqué - Deviné !- Hope reggae
- Femme sans trêve (1984) – Roméo - Fruit of my melody - Hé é l’ami ! - Hot party of reggae
- Crazy Soca (1985) – Djocoti - Et le soir ! – Bonheur - Mouché a di mo
- Bab’lévé - I’m feeling blues (1986) -  Sosso tide -  Simin pou récolté - Guyana birds - Amour fou-fou-fou
- Un Carnaval avec toi (1987) - I’m feeling blues
- Nonm pa mile (1988) - Benjamino- Rosé to bab’- Mi no sabi- Vibration- Vine
- Feeling (1991) - Cœur de velours – Dollars – Mété cor en feeling la - Souffrance
- Positive (1993) - Prenye a tan – Pa tourmenté mo – Ça pa blablabla – Kaméléon – Bois d’Amour – Comme un prophète
- Zépiante (1996) - X tan – Penga l’anmou – Tou çà sé la vi – Gracieusement – l’Eve d’une nuit – Macho
- La roche bleue (best-of) (1997) - Pa trop chamboulé – Nou lé rive Cayenne – Simin pou récolté – Dido – Soumaqué – I’m feeling  blues – Nos richesses – La rò Maroni – Aimer – La Musica – Bonjour Carnaval – Bab’ lévé – La Guyanaise – Bois d’amour
- Crè mo (2001) - Pa pèdi espwa  -Mr John’s DDSS -Miss Bombé  - Récidive - Bonjour Carnaval - Complainte d’un homme errant  - Mo soti mo rounso - By day - Si tu m’attends (reprise de T. Chapman) - Toujours star - Mo soti mo rounso.
- Nous les femmes (2004) - Pitit gwiyanè – Alawzé – Chanson d’amour – C’est nous les femmes – Aswè a mo désidé – Au rythme de ma pirogue – Trwa mo kréyòl – Sasa – Femme flamme – I’m feeling blues – Bois d’amour – Kaméléon
- Je vous aime (2012) - Moun-yan mèsi - Chimen pli kouirt - Dibout fanm - Drôle d'univers - Happy nou - N'attends pas - Lanmou bon - Sa to divini - Jodla - Pitit mo pitit - Ô combien - Nou lé rivé Cayenne - Horizon lanmou - Noulé rivé Cayenne (instrumental).

En complément des albums solo, elle a enregistré avec les Oyampis (groupe d’inspiration folklorique guyanais), l’Orchestre NSB New sélection Black, l’orchestre Galaxie, et des enregistrements en duo avec Edith Lefel, Dédé Saint-Prix, l’orchestre Malavoi, Al Lirva, ainsi que diverses participations.

## Récompenses
En juillet 2023, elle est lauréate du concours « Hymne Mana 2028 ».